# アロヒアリイ
アロヒアリイ（欧字名:Alohi Alii）は、日本の競走馬である。主な勝ち鞍は2025年のギヨームドルナノ賞。
馬名の意味は、「輝く王」（ハワイ語）。

## 概要

### 2歳（2024年）
11月2日の東京競馬場第5レースで行われた2歳新馬戦（芝2000m）に鞍上戸崎圭太で出走。1番人気の支持を受けた。先団の後ろでの追走から、直線で抜け出すと2着のディベルティスマンに2馬身半差をつけて勝利した。

### 3歳（2025年）
1月6日の中山競馬場第7レースの3歳1勝クラスに1番人気で出走。直線でゴーソーファーと共に坂を駆けあがるも3/4馬身差で2着に敗れた。
3月9日の弥生賞ディープインパクト記念には横山和生を乗せて5番人気で出走。ファウストラーゼンの3着に入り、皐月賞への優先出走権を獲得した。レース後に横山は「レース前に思っていた難しさが出てしまった。その中でも力は出し切れた。粗削りなレースをさせたけど、ここまで追い詰めてくれたし、良さと悪さが浮き彫りになりました。次が楽しみです」と、難しい部分と良さを語り、次への期待を明かした。
その後は4月20日の皐月賞に11番人気で出走してミュージアムマイルの8着。レース後に横山は「外から強い馬が来たときに揺すられてブレてしまった」とし、「それでも直線は盛り返した」と称えた。
フランスの7月13日のパリ大賞典を目指していたが体調面が整わず、6月4日に回避することを発表。目標を切り替えてギヨームドルナノ賞にクリストフ・ルメールを鞍上に迎えて出走することを7月2日に決めた。
迎えた8月16日のギヨームドルナノ賞では果敢にハナを切って先頭に立つと、直線で後続を突き放して完勝。海外の地にて重賞初制覇を果たした。

## 競走成績
以下の内容は、netkeiba、JBISサーチ、レーシング・ポストおよびフランスギャロに基づく。
| 競走日     | 競馬場     | 競走名             | 格  | 距離（馬場）  | 頭 数 | 枠 番 | 馬 番 | オッズ （人気） | 着順 | タイム （上り3F） | 着差 | 騎手        | 斤量 [kg] | 1着馬（2着馬）         | 馬体重 [kg] |
| ---------- | ---------- | ------------------ | --- | ------------- | ----- | ----- | ----- | --------------- | ---- | ----------------- | ---- | ----------- | --------- | ---------------------- | ----------- |
| 2024.11.02 | 東京       | 2歳新馬            |     | 芝2000m（稍） | 10    | 1     | 1     | 001.70（1人）   | 01着 | R2:02.1（34.3）   | -0.4 | 0戸崎圭太   | 56        | （ディベルティスマン） | 488         |
| 2025.01.06 | 中山       | 3歳1勝クラス       |     | 芝2000m（良） | 12    | 8     | 11    | 001.60（1人）   | 02着 | R2:00.8（35.7）   | -0.1 | 0戸崎圭太   | 57        | ゴーソーファー         | 496         |
| 0000.03.09 | 中山       | 弥生賞ディープ記念 | GII | 芝2000m（稍） | 14    | 5     | 7     | 009.90（5人）   | 03着 | R2:01.4（36.1）   | -0.1 | 0横山和生   | 57        | ファウストラーゼン     | 494         |
| 0000.04.20 | 中山       | 皐月賞             | GI  | 芝2000m（良） | 18    | 7     | 13    | 056.5（11人）   | 08着 | R1:57.9（35.5）   | -0.9 | 0横山和生   | 57        | ミュージアムマイル     | 492         |
| 0000.08.16 | ドーヴィル | ギヨームドルナノ賞 | G2  | 芝2000m（So） | 5     | 1     | 5     | 012.00（3人）   | 01着 | R2:08.61（33.12） | -0.5 | 0C.ルメール | 58.5      | （Rashabar）           | 計不        |

- 海外の競走の「枠番」欄にはゲート番を記載
- 海外のオッズ・人気は現地主催者発表のもの（日本式のオッズ表記とした）
- 競走成績は2025年8月16日現在

## 血統表
| アロヒアリイの血統        | アロヒアリイの血統                                         | アロヒアリイの血統                                         | （血統表の出典）                                           | （血統表の出典）    |
| 父系                      | キングマンボ系（ミスタープロスペクター系）                 | キングマンボ系（ミスタープロスペクター系）                 | キングマンボ系（ミスタープロスペクター系）                 | [ § 2 ]             |
| 父 ドゥラメンテ 鹿毛 2012 | 父の父キングカメハメハ 鹿毛 2001                           | Kingmambo                                                  | Mr. Prospector                                             | Mr. Prospector      |
| 父 ドゥラメンテ 鹿毛 2012 | 父の父キングカメハメハ 鹿毛 2001                           | Kingmambo                                                  | Miesque                                                    |                     |
| 父 ドゥラメンテ 鹿毛 2012 | 父の父キングカメハメハ 鹿毛 2001                           | *マンファス                                                | *ラストタイクーン                                          | *ラストタイクーン   |
| 父 ドゥラメンテ 鹿毛 2012 | 父の父キングカメハメハ 鹿毛 2001                           | *マンファス                                                | Pilot Bird                                                 |                     |
| 父 ドゥラメンテ 鹿毛 2012 | 父の母アドマイヤグルーヴ 鹿毛 2000                         | *サンデーサイレンス                                        | Halo                                                       | Halo                |
| 父 ドゥラメンテ 鹿毛 2012 | 父の母アドマイヤグルーヴ 鹿毛 2000                         | *サンデーサイレンス                                        | Wishing Well                                               |                     |
| 父 ドゥラメンテ 鹿毛 2012 | 父の母アドマイヤグルーヴ 鹿毛 2000                         | エアグルーヴ                                               | *トニービン                                                | *トニービン         |
| 父 ドゥラメンテ 鹿毛 2012 | 父の母アドマイヤグルーヴ 鹿毛 2000                         | エアグルーヴ                                               | ダイナカール                                               |                     |
| 母 エスポワール 栗毛 2016 | 母の父オルフェーヴル 栗毛 2008                             | ステイゴールド                                             | *サンデーサイレンス                                        | *サンデーサイレンス |
| 母 エスポワール 栗毛 2016 | 母の父オルフェーヴル 栗毛 2008                             | ステイゴールド                                             | ゴールデンサッシュ                                         |                     |
| 母 エスポワール 栗毛 2016 | 母の父オルフェーヴル 栗毛 2008                             | オリエンタルアート                                         | メジロマックイーン                                         | メジロマックイーン  |
| 母 エスポワール 栗毛 2016 | 母の父オルフェーヴル 栗毛 2008                             | オリエンタルアート                                         | エレクトロアート                                           |                     |
| 母 エスポワール 栗毛 2016 | 母の母スカーレット 鹿毛 2005                               | *シンボリクリスエス                                        | Kris S.                                                    | Kris S.             |
| 母 エスポワール 栗毛 2016 | 母の母スカーレット 鹿毛 2005                               | *シンボリクリスエス                                        | Tee Kay                                                    |                     |
| 母 エスポワール 栗毛 2016 | 母の母スカーレット 鹿毛 2005                               | グレースアドマイヤ                                         | *トニービン                                                | *トニービン         |
| 母 エスポワール 栗毛 2016 | 母の母スカーレット 鹿毛 2005                               | グレースアドマイヤ                                         | *バレークイーン                                            |                     |
| 母系(F-No.)               | (FN:1-l)                                                   | (FN:1-l)                                                   | (FN:1-l)                                                   | [ § 3 ]             |
| 5代内の近親交配           | サンデーサイレンス 3×4 トニービン 4×4 ノーザンテースト 5×5 | サンデーサイレンス 3×4 トニービン 4×4 ノーザンテースト 5×5 | サンデーサイレンス 3×4 トニービン 4×4 ノーザンテースト 5×5 | [ § 4 ]             |
| 出典                      | 1. 2. 3. 4.                                                | 1. 2. 3. 4.                                                | 1. 2. 3. 4.                                                | 1. 2. 3. 4.         |

- 伯父に2017年青葉賞勝ち馬のアドミラブル。
- 祖母スカーレットの半兄に2007年の皐月賞馬ヴィクトリー[20]。
- 3代母グレースアドマイヤの半弟に2009年の皐月賞馬アンライバルド[20]。